# Алмере Сити
Алмере Сити (на нидерландски: Almere City) е нидерландски футболен клуб от град Алмере, Източна Нидерландия.
Основан на 14 септември 2001 година под името „Омниуърлд“. Домакинските си мачове играе на стадион „Йанмар“ в Алмере с капацитет за 4501 зрители.

## История

### Предистория
Предисторията на Алмере Сити започва през 1954 г., след основаването на професионалния футболен клуб „БВК Амстердам“ (на нидерландски: Beroeps Voetbal Club Amsterdam) в Амстердам; отборът е наречен с прякора „черната овца“ (на нидерландски: De Zwarte Schapen) .. След като отборът е продаден от бизнесмена Дингеман Де Стоп, през 1958 г. той се слива с клуба „ДВС“ и скоро получава името „ДВСА“ (на нидерландски: Door Wilskracht Sterk Amsterdam); от 1962 г. отборът отново се нарича „ДВС“.
На 20 октомври 1959 г. феновете на „стария“ „БВК“ решават да основат свой собствен клуб, който в крайна сметка става известен като Де Цварте Схапен (на нидерландски: De Zwarte Schapen). През лятото на 1978 г., след сливането с „Архонаут“ (на нидерландски: A.V.V. Argonaut), клубът става известен като „Архонаут-Цварте Схапен“ (на нидерландски: Argonaut-Zwarte Schapen) или съкратено бензиностанция „АЗС“ (на нидерландски: A.Z.S.); Отборът играе мачовете си в Амстердам. От 1988 до 1992 г. клубът се нарича ФК „Де Слотерплас“ ({{lang|nl|FC De Sloterplas}).
Алмере Сити
През март 2011 г. клубът сменя името си на АФК Алмере Сити, но няколко седмици по-късно клубът го променя отново на Алмере Сити ФК. В първия си мач за сезон 2010/11 на 20 август, Алмере губи с 1:12 от „Спарта“ Ротердам, чупейки рекорда на Аякс за голове в една среща.

## Бивши треньори
- Мартен Стекеленбург - 2015